# آخوندمحله (رامسر)
آخوندمحله  یکی از روستاهای استان مازندران در شهررامسر در شمال ایران است. پیش از حکومت صفویان و تسلط ایشان بر حکومت کیاییانیعنی شاهان کیایی لاهیجان، نام آن کیامحله بوده‌است. پس از تسلط صفویان با اعزام روحانیون شیعی برای تبدیل مذهب زیدی مردمان گیلان، آخوندمحله به عنوان مرکز دینی و حوزوی شیعی مطرح شد و عالمان بزرگی به جامعه علمی و شیعی ایران تقدیم کرد که از آن جمله می‌توان به ملا شریف معروف به شل شریف، ملا عبدالباقی، شیخ علی‌اکبر الهیان سمامی سمامی، حاج شیخ محمدرضا تنکابنی پدرآیت الله علی فلسفی و آیت‌الله محمد تقی فلسفی و مانند آن اشاره کرد.
آخوند محله، میان دو رودخانه توررود (ترکرود) و رودخانه صفارود یا اسپی رود قرار دارد و در گذشته مرکز شهر بوده و بازار آن معروف بوده‌است.

## موقعیت مکانی
آخوند محله سخت سر یکی از معروف‌ترین و بزرگ‌ترین محلات رامسر است. این محله در کناره غربی و شرقی صفارود قرار دارد. در گذشته نیمه غربی آن مرکزیت داشته و اکنون نیمه شرقی آن به سبب قرار گرفتن بازار و منطقه تجاری از ارزش و اعتبار بیش تری برخوردار است.
آخوند محله کنونی در حد فاصل نارنج بن و توساسان از شرق، کوی زینبیه و کرکت محله از شمال، لات محله از جنوب و حیدر محله و دزکول بن از غرب قرار دارد. از نظر وسعت از محلات دیگر بزرگ‌تر است.
در گذشته منطقه غربی آن آبادتر و مرکز علم و دانش بوده و مساجد و حوزه‌های علمیه چندی داشته‌است. به سخن دیگر منطقه ای که در آن مسجد کهن میر عبدالباقی آخوند محله قرار داشت و امروزه مسیر جاده حیدرمحله و تالش محله فتوک در آن قرار گرفته از مرکزیت بیش تری برخوردار بوده‌است.
امروزه نیز آخوند محله مرکز شهر رامسر است.

## پیشینه تاریخی
نام پیشین آن کیا کلایه بوده‌است. در اسناد تاریخی مربوط به سال‌های ۱۱۴۶ و ۱۱۹۰ هجری قمری از نام این محله به کیا کلایه یاد شده‌است.
در سال‌های ۱۳۱۴ مقارن با تغییر نام سخت سر به رامسر، آخوند محله به صفا سرا تغییر نام یافت ولی مردم از کاربرد آن خودداری کرده و به زودی به بوته فراموشی گذاشته شد.
در سال ۱۳۴۰ نامش را به شادسر تغییر دادند که این نام نیز رواج عمومی نیافت و هم چنان نام آخوند محله برقرار ماند.
در گذشته آخوند محله، گهواره دانش بود و مدارس قوی و غنی داشت که مناطق شرقی گیلان و غرب مازنداران تا اشکورات در مناطق ییلاقی و کوهستانی را از نظر علمی و تبلیغ دین تحت پوشش داشت.
آخوندمحله از زمان شاهان صفوی مرکز شیخ الاسلام بوده‌است؛ چنان‌که تنکابن به عنوان مرکز سیاسی و نظامی از اعتبار خاصی برخوردار بوده و از آن به شهسوار یاد می‌شده‌است؛ به ویژه که دارای میدانی بزرگ برای مشق نظامی بوده و شهسوار در کنار تنکابن از اعتبار خاص نظامی برخوردار بوده‌است.
در گذشته خانه‌های سخت سر مانند خانه‌های دیگر روستاهای گیلان و مازنداران بسیبار ساده و معمولاً با سنگ و چوب و گل ساخته می‌شده و لت پوش و دارای شیروانی بوده‌است.
مردم آخوند محله بیش از هشت ماه از سال را در جواهرده سکونت داشته و خانه مجلل خویش را در آن جا می‌ساخته‌اند و از آخوند محله به عنوان منطقه سردسیری در زمستان بهره می‌گرفته‌اند.

## آثار تاریخی آخوند محله
در آخوند محله آثار و سازه‌های تارخی کهن وجود داشت که بسیاری از آنان تخریب و نابود شده‌است. از جمله سازه‌های تاریخی دوره صفوی و قاجاری که از میان رفته می‌توان به سازه مسجد میر عبدالباقی آخوند محله قدیم، حمام قدیمی آخوند محله، مساجد و حوزه‌های علمیه در کش باغ و کندسر و مانند آن اشاره کرد. (نک: کتاب نضره الناظرین باب دوم)
اتاق از دیگر سازه‌ها و مراکز مهم آخوند محله بوده‌است. از آن جایی که آخوند محله مرکز شیخ الاسلام غرب مازنداران و شرق گیلان بوده‌است، اتاقی در آن جا ساخته شده بود که مرکز مرافعات و داوری‌ها و اجرای حدود و تعزیرات شرعی بوده‌است. این سازه دارای چندین اتاق و یک سالن پذیرایی بوده و شیخ الاسلام منطقه در آن جا می‌نشست و به عنوان فقیه ولایت می‌کرد. همه هزینه‌های اتاق از محل درآمد زمین‌های کشاورزی و شالیزارها تأمین می‌شده‌است و زمین‌های وقفی آن را خرج اتاقی می‌نامیدند.
در اتاق نوعی زندان زیر زمینی وجود داشت که بزهکاران به‌طور موقت در آن بازداشت و تنبیه می‌شدند. پس از آن نهاد شیخ الاسلامی از میان برداشته شد و آخرین شیخ الاسلام از مسند قدرت برکنار شد این اتاق رو به ویرانی نهاد. منصب شیخ الاسلام تا پایان انقراض حکومت قاجاری وجود داشته‌است. در اوایل دوره پهلوی اول از این اتاق برای برخی از امور استفاده می‌کردند. کربلای محمدتقی شل آقاخانی برای نگارنده تعریف می‌کرد که وی مدتی در این اتاق مشغول به کار شد ولی به جهاتی انصراف داده از کار کردن در آن جا خودداری ورزیده‌است. وی به نمایندگی از آقاجان شل آقاخانی کدخدای منصوب از سوی حکومت رضا شاهی در این اتاق حضور می‌یافت؛ بنابراین در سال‌های نخست دولت پهلوی که منصب شیخ الاسلامی از میان رفته بود کارهای آن دیگران سپرده و اتاق فعالیت‌های خویش را به شکل دیگر ادامه می‌داده‌است تا این که این بخش منحل و اتاق نیز تعطیل و رو به ویرانی گذاشت.
محل این اتاق که اکنون باغ مرکبات است در حد فاصل منازل مسکونی آقایان سید علی نقی و سید حسین شیخ الاسلامی در خیابان شهید مصطفی خمینی آخوندمحله می‌باشد.
مسجد میر عبدالباقی در اوایل دوره ناصری ساخته شده و بیش از ۱۷۰ سال قدمت داشت. مسجد پیش از تخریب به درازای نوزده و پهنای چهارده متر بوده‌است. دوسرنال (حمال) در طول مسجد قرار گرفته بود و سرنال‌های روی سه ستون چوبین کهن استوار بوده‌است. بالای سرنال‌ها، واشان کشی و پل کوبی شده بودند و طرف شرقی مسجد ارسی‌های قدیمی داشت و ستون‌های چوبین ایوان‌ها لاچ لنگری مارپیچ و هفت و هشت بود.
در ورودی مردان که قاب کاری و قدیمی بود در طرف شرقی قرار داشت و در سمت جنوبی آن هم یک در قدیمی کار شده بود. بام مسجد نیز سفالپوش بود.